# Atemzeichen

Atemzeichen

Das Atemzeichen (auch Komma) dient in der Notenschrift zur Kennzeichnung von Stellen, an denen der Musiker (am üblichsten ein Sänger oder der Spieler eines Blasinstrumentes) eine kurze Pause einbringen bzw. atmen kann. Das Atemzeichen stellt also per se keine längere Pause dar.
Obwohl hauptsächlich für Sänger und Spieler von Blasinstrumenten gedacht, findet sich das Atemzeichen auch in der Literatur zu sämtlichen anderen Instrumenten und wird dann notiert, wenn der Komponist nur eine kurze Unterbrechung des musikalischen Flusses, aber keine längerwertige Pause, sondern quasi ein imaginäres, kurzes „Luftholen“ wünscht. Diese Praxis tritt auch schon in alter Musik, wie im Wohltemperierten Clavier von J. S. Bach, auf.